# Danané
Danané es un departamento de la región de Tonkpi, Costa de Marfil. En mayo de 2014 tenía una población censada de 267 148 habitantes.
Se encuentra ubicado en el centro-oeste del país, entre al frontera con Liberia y Guinea, al oeste, y el río Sassandra, al este.